# Run Away With Me, Girl
Run Away With Me, Girl (かけおちガール?, Kakeochi Gāru) è un manga yuri scritto e disegnato da Battan. Il manga è stato distribuito sul sito web Hatsu Comic della casa editrice Kōdansha dal 26 ottobre 2018 al 25 febbraio 2020.

## Trama
Momo Makimura e Midori sono due ragazze che si sono frequentate per tutti e tre gli anni del liceo, ma poi Midori ha spezzato il cuore di Momo il giorno della laurea quando le ha detto che uscire con ragazze non era qualcosa che andava oltre il liceo. Dieci anni dopo, si incontrano di nuovo quando Midori, per caso, entra nell'ufficio dove lavora Momo. Si apre il sipario sulla storia di due ragazze che, dopo un legame adolescenziale interrotto, si incontrano di nuovo per rivivere una tenera storia d’amore.

## Pubblicazione
Il manga, scritto e disegnato da Battan, è stato serializzato sul sito web Hatsu Comic della casa editrice Kodansha dal 26 ottobre 2018 al 25 febbraio 2020. In totale, i volumi tankobon pubblicati sono tre usciti dall'11 giugno al 13 dicembre 2021. In Italia, la serie è stata pubblicata da Star Comics dall'8 giugno al 28 settembre 2022.
| 1 | 11 giugno 2021                           | ISBN 978-4-06-523872-1 | 8 giugno 2022     | ISBN 978-88-226-3285-2 |
| 1 | Capitoli - episode 1-6 - extra episode   |                        |                   |                        |
| 2 | 13 settembre 2021                        | ISBN 978-4-06-525747-0 | 10 agosto 2022    | ISBN 978-88-226-3323-1 |
| 2 | Capitoli - episode 7-11 - extra episode  |                        |                   |                        |
| 3 | 13 dicembre 2021                         | ISBN 978-4-06-525968-9 | 28 settembre 2022 | ISBN 978-88-226-3463-4 |
| 3 | Capitoli - episode 12-16 - extra episode |                        |                   |                        |